# Кубок Німеччини з футболу 2004—2005
Кубок Німеччини з футболу 2004—2005 — 62-й розіграш кубкового футбольного турніру в Німеччині. У кубку взяли участь 64 команди. Переможцем кубка Німеччини в дванадцятий раз стала мюнхенська Баварія.

## Другий раунд
| Команда 1                         | Рахунок         | Команда 2            |
| --------------------------------- | --------------- | -------------------- |
| 21 вересня 2004                   |                 |                      |
| Падерборн 07 (3)                  | 2:1             | Дуйсбург (2)         |
| Нюрнберг                          | 2:3 дч          | Рот Вайс (Ален) (2)  |
| Фрайбург                          | 3:2 дч          | Бохум                |
| Мюнхен 1860 (2)                   | 0:0 дч пен. 3:4 | Айнтрахт (Трір) (2)  |
| Карлсруе СК (2)                   | 1:1 дч пен. 3:0 | Майнц 05             |
| Кельн (аматори) (3)               | 2:4             | Армінія (Білефельд)  |
| Оснабрюк (3)                      | 2:3             | Баварія              |
| 22 вересня 2004                   |                 |                      |
| Баварія (аматори) (3)             | 2:1             | Алеманія (Аахен) (2) |
| Айнтрахт (Брауншвейг) (3)         | 3:2             | Герта                |
| Кайзерслаутерн                    | 4:4 дч пен. 3:4 | Шальке 04            |
| Рот-Вайс (Обергаузен) (2)         | 0:2             | Штутгарт             |
| Енергі (Котбус) (2)               | 2:2 дч пен. 4:5 | Ганновер 96          |
| Айнтрахт (Франкфурт-на-Майні) (2) | 4:2             | Гройтер-Фюрт (2)     |
| Кельн (2)                         | 3:3 дч пен. 2:4 | Ганза                |
| Боруссія (Дортмунд)               | 3:1             | Унтерахінг (2)       |
| Вердер                            | 3:2             | Баєр 04              |

## Третій раунд
| Команда 1                         | Рахунок         | Команда 2                 |
| --------------------------------- | --------------- | ------------------------- |
| 9 жовтня 2004                     |                 |                           |
| Армінія (Білефельд)               | 4:0             | Карлсруе СК (2)           |
| Вердер                            | 3:1 дч          | Айнтрахт (Трір) (2)       |
| Баварія (аматори) (3)             | 3:2             | Айнтрахт (Брауншвейг) (3) |
| Ганновер 96                       | 1:0             | Боруссія (Дортмунд)       |
| 10 жовтня 2004                    |                 |                           |
| Падерборн 07 (3)                  | 2:2 дч пен. 1:4 | Фрайбург                  |
| Рот Вайс (Ален) (2)               | 2:3 дч          | Ганза                     |
| Айнтрахт (Франкфурт-на-Майні) (2) | 0:2             | Шальке 04                 |
| Баварія                           | 3:0             | Штутгарт                  |

## Чвертьфінали
| Команда 1             | Рахунок | Команда 2   |
| --------------------- | ------- | ----------- |
| 1 березня 2005        |         |             |
| Армінія (Білефельд)   | 1:0     | Ганза       |
| Баварія (аматори) (3) | 0:3     | Вердер      |
| 2 березня 2005        |         |             |
| Шальке 04             | 3:1     | Ганновер 96 |
| Фрайбург              | 0:7     | Баварія     |

## Півфінали
| Команда 1           | Рахунок         | Команда 2 |
| ------------------- | --------------- | --------- |
| 19 квітня 2005      |                 |           |
| Шальке 04           | 2:2 дч пен. 5:4 | Вердер    |
| 20 квітня 2005      |                 |           |
| Армінія (Білефельд) | 0:2             | Баварія   |

## Фінал
| 28 травня 2005 20:45 (CET) |

| Шальке 04           | 1:2      | Баварія                    |
| ------------------- | -------- | -------------------------- |
| Лінкольн 45' (пен.) | Протокол | Макай 42' Саліхаміджич 76' |

| Олімпіаштадіон, Берлін Глядачів: 74 349 Арбітр: Флоріан Маєр |